# Historia económica de Azerbaiyán
La historia económica de Azerbaiyán - es resumen histórica del desarrollo de economía de Azerbaiyán desde los tiempos de la República Democrática de Azerbaiyán hasta la economía moderna en la República de Azerbaiyán.

## Período de RDA
El gobierno de la República Democrática de Azerbaiyán ha hecho una gran labor entre los 1918-1920 para recuperar la economía del estado, que ha estancado después de la caída el zarismo. 
En 1919 el presupuesto estatal de Azerbaiyán fue 669 millones manat. La mayor parte fue de la venta del petróleo y los impuestos sobre los beneficios, que fue 30%. Otros fuentes del presupuesto fue impuestos sobre la venta del vino, tabaco y petróleo. 
Los servicios aduaneros, establecidos en los tiempos de la RDA contribuyeron al ingreso de 100 millones manat al tesoro público. 15 millones manat ingresaron al presupuesto  gracias a aranceles, recaudados a raíz del comercio, transporte de mercancías y pasajeros.  En aquellos años Azerbaiyán particularmente fue un país agraria, destinado a ganadería.   Durante esos años cantidad de ganado bovino alcanzó 1 millón de cabezas, caballo - 150 mil, búfalo - 300 mil, camellos - 12 mil, cabras - 1,5 millones.
En las relaciones comercios económicos los estados aplicaron el trueque. Azerbaiyán, mayormente pagó con el petróleo, algodón, lana, cuero por los medios militares, automóviles, trenes, tanques, productos alimentarios de EE.UU, Francia, Italia u otros países.
La exportación del petróleo a Rusia disminuyó después de la revolución. La exportación del petróleo a Europa ha sido posible después de la recuperación del oleoducto Bakú-Batumi en 1919 y la construcción de ferrocarril Bak-Culfa.
En los años 1918-1919 la República Democrática de Azerbaiyán realizó algunos cambios en la estructura administrativa-territorial y financial del país.

## Años de la URSS
En 1920-1939 continuó la formación de la estructura económica del país. Los sectores principales de economía fueron de petróleo, gas, química, industria ligera, alimentaria, ingeniería y metalurgia.
Durante los primeros años de la Segunda Guerra Mundial todos sectores de economía responden a las necesidades del periodo pacífica. En 1948 la producción de los productos fue más que en los años antes de la Guerra. En 1950 el desarrollo de la industria se aumentó, las estructuras regionales y sectoriales se mejoró. El volumen de la producción de los bienes se aumentó en 5,5 veces en comparación con el año 1940. Entre los años 1941 - 1970 fueron construidos y puestos en marcha 146 grandes empresas industriales. Así, fue sentado las bases para el desarrollo de los sectores como industria pesada, energía, industria química, petroquímica, refinación del petróleo, metalurgia ferrosa y no ferrosa, etc.

## Período de independencia
Después de la recuperación de su independencia en 1991, la República de Azerbaiyán inició su política independiente en la esfera económica. Después de la caída de la URSS economía de Azerbaiyán sufrió una crisis. 
La explotación de los recursos de hidrocarburos desempeñan un gran papel en el desarrollo de economçia de Azerbaiyán. Los acuerdos numerosos con las compañías extranjeras y las inversiones extranjeras desempeñan también un papel importante en la economía del estado. Uno de los objetivos principales de la política económica del país fue la transición a economías de mercado mediante la aprobación de reformas adecuadas. 
El desarrollo económico dinámico comenzó después de 1996. Azerbaiyán tenía buena base económica, que desarrollaba hasta 1991, pero en los primeros años de la independencia la economía disminuyó.
En 1994 fue firmado uno de los acuerdos más importantes en la historia de la economía de Azerbaiyán - “Contrato del siglo” entre Azerbaiyán y 13 compañías petroleras, representados 8 países. En el mismo año fue firmado un acuerdo entre EE.UU, Turquía, Azerbaiyán, Georgia, Kazakístan y Trukmenístan sobre la construcción del oleoducto Bakú-Tiflis-Ceyhan. 
En 1996 en Bakú fue firmado el contrato entre BP, Statoil, LUKAgip, Elf Aquitaine (Francia) (actualmente TOTAL), OIEC (Irán) (actiualmente NICO), TPAO y SOCAR sobre el yacimiento de gas natural Shah-Deniz. 
En 1999 fue lanzado el oleoducto Bakú-Supsa. El oleoducto fue construido en el marco del contrato sobre la elaboración del yacimiento “Azeri-Chiraq-Guneshli”. 
La industria petrolera influyó en la prosperidad de otros sectores de economía. Fueron realizados reformas, adoptados las medidas para lograr la estabilidad financiera y macroeconómica. Durante esos años Azerbaiyán se adhirió a numerosas organizaciones internacionales, como el FMI (Fondo Monetario Internacional), el Banco Mundial, el BERD, Banco Islámico de Desarrollo, el Banco Asiático de Desarrollo, etc. El nivel de la pobreza disminuyó del 68% (1995) al 29% (2005).
Entre los años 2004-2013 fueron realizados tres programas diversos de 5 años, relacionados con el desarrollo económico de la República de Azerbaiyán. Después fueron realizados el Programa estatal de reducció de la pobreza y desarrollo sostenible para los años 2008 - 2015 y  Programa estatal de suministro seguro de alimentación para los años 2008-2015. 
Actualmente se realiza Programa estatal de desarrollo social y económico para los años 2014-2018. 
Según las estimaciones del Foro económico mundial en Davos, la economía de Azerbaiyán se encuentra en lugar 38 en cuanto al nivel de competitividad.
Como resultado de los documentos sobre el aumento del salario mínimo firmado por el Presidente de Azerbaiyán, desde 1 de septiembre de 2019 el salario mínimo será 250 manatos (147 dólares estadounidenses)